# Вртача (Костанєвиця-на-Кркі)
Вртача (словен. Vrtača) — поселення в общині Костанєвиця-на-Кркі, Споднєпосавський регіон, Словенія. Висота над рівнем моря: 400,7 м.